# Sâm ba lá
Panax trifolius là một loài thực vật có hoa trong Họ Cuồng. Loài này được L. miêu tả khoa học đầu tiên năm 1753. Đây là loài bản địa của vùng Đông Bắc và Appalachian của Bắc Mỹ. Chúng được tìm thấy trong các khu rừng có độ ẩm trung bình thấp với đất có tính axit.